# José Pablo Serrano Carrasco
José Pablo Serrano Carrasco (Huéscar, 1940-Granada, 30 de junio de 2011) fue un político español.

## Biografía
Nacido en 1940 en Huéscar (Granada), y ejerció como agricultor. Desde 1971 fue teniente de alcalde del ayuntamiento de Huéscar hasta las primeras elecciones municipales de la democracia de 1979. En dichas elecciones, se presentó como candidato a la alcaldía del municipio oscense bajo la marca de Unión de Centro Democrático (UCD). Su candidatura ganó con mayoría absoluta con 11 concejales frente a 6 del PSOE. Durante esta legislatura también fue elegido diputado provincial. En enero de 1980 los Reyes visitaban Huéscar y el 11 de noviembre de 1981 se firma la paz de Huéscar con Dinamarca poniendo fin a una guerra declarada por el municipio oscense al país báltico en 1809, en plena Guerra de Independencia contra Napoleón, pese a que nunca se llegó a entablar combate alguno.
Con el hundimiento de UCD, José Pablo Serrano Carrasco se incorporó a Alianza Popular (AP), presentando por dicho partido su candidatura a la alcaldía oscense en 1983. Logró nuevamente otra victoria, aunque más ajustada, con 9 concejales frente a 8 concejales del PSOE. En 1984, Camilo José Cela visitó el municipio debido a la inauguración de una calle con su nombre. En las elecciones municipales de 1987 no se presentó bajo la marca de Alianza Popular, sino que el candidato fue José Liceran, ganando en dichos comicios el PSOE con 11 concejales frente a los 6 de AP. En 1991, con la conformación de Unidad Granadina, se integró en la reciente formación, presentando una candidatura a la alcaldía del ayuntamiento de Huéscar por este partido. Con él se integró buena parte de la AP de Huéscar. En los comicios locales de 1991, logró una importante victoria por mayoría absoluta, con 9 concejales frente a 8 del PSOE. Alianza Popular, con José Licerán de candidato, no obtuvo representación. A mitad de legislatura, la estructura provincial de Unidad Granadina empezó a descomponerse, con buena parte de los concejales y el propio José Pablo Serrano Carrasco reincorporándose al Partido Popular. En las siguientes elecciones municipales, José Pablo Serrano volvió a presentarse como candidato, esta vez por el PP, pero sin lograr revalidar su éxito, siendo superado en votos y concejales por el ̟PSOE, con 10 concejales frente a 6 populares. Tras estas elecciones, no volvió a ser candidato a la alcaldía, siendo sustituido por Ricardo Gallego Beta.
José Pablo Serrano Carrasco falleció en Granada, ciudad en la que vivió durante sus últimos años, el jueves 30 de junio de 2011. Fue enterrado en Huéscar. Perteneció, al igual que otros concejales y alcaldes de Huéscar, a la Hermandad de San Antón del municipio.

## Legado
Durante su gestión, amplió el pueblo con la creación de barrios populosos, modernizó las infraestructuras, hizo llegar el progreso material a sectores desfavorecidos e hizo que el nombre de Huéscar sonara en el mundo entero con la finalización de la Guerra contra Dinamarca. De este modo, Huéscar pasó de ser un pueblo escondido al norte de una provincia granadina a ser Ciudad de la Paz, destino turístico para miles de personas y símbolo de paraíso acogedor y hospitalario en medio de un mundo indignado y violento. Así mismo, fue uno de los miembros más destacados de la UCD de Granada que apostaron por la defensa de una autonomía para Andalucía Oriental.
En 2021, una calle de la localidad de Húescar pasó a llamarse Alcalde José Pablo Serrano Carrasco en su honor.